# جيرارد كينيدي
جيرارد كينيدي (بالإنجليزية: Gerard Kennedy)‏ (و. 1960 – م) هو سياسي، من كندا، هو عضوٌ في حزب الأحرار الكندي.

## مناصب
تولى منصب عضو مجلس العموم الكندي، وعضو برلمان مقاطعة أونتاريو.

## التعليم
تعلم في جامعة ألبرتا.